# Nólsoy

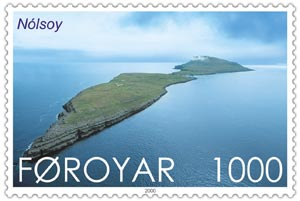
Luftaufnahme von Nólsoy auf einer Briefmarke (Blick von Süden).

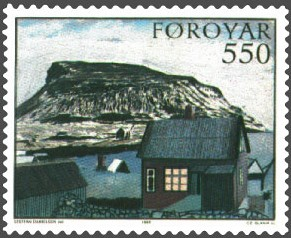
Steffan Danielsens "Vetrarskýming" (Winterdämmerung) in Nólsoy 1959, 164 × 84 cm. Briefmarke von 1985

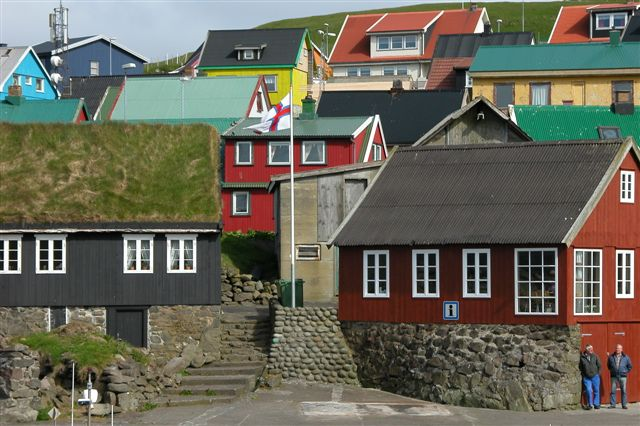
Nur eine knappe halbe Stunde Fährfahrt von der Hauptstadt Tórshavn entfernt, trifft man hier das originale färöische Dorfleben auf einer kleinen nahezu autofreien Insel.

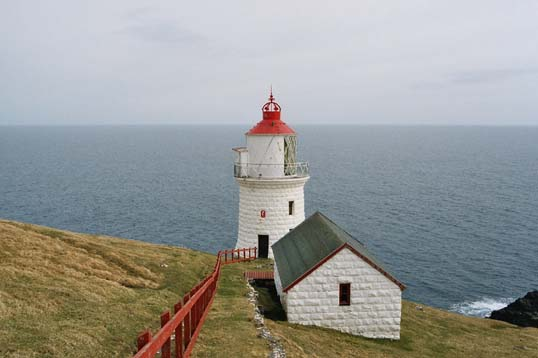
Nólsoy Fyr von 1893

Nólsoy [ˈnœlsɪ] (dänisch Nolsø, wörtlich wahrscheinlich Nadelinsel) ist eine kleine Insel der Färöer im Nordatlantik mit einem gleichnamigen Fischerdorf. Nolsøe ist ein hiervon stammender färöischer Familienname. Der Sage nach war Nól der Name des Mannes, der sich als erster auf der Insel niederließ, demnach würde Nólsoy Insel des Nól bedeuten. Die Insel beherbergt die weltgrößte Kolonie der Sturmschwalbe (Hydrobates pelagicus). Auf der Insel befindet sich der gleichnamige Leuchtturm von 1893 an der südöstlichen Küste. Dem ältesten Leuchtturm der Färöer widmete Dänemark 2005 eine 20-Kronen-Umlaufgedenkmünze.

## Geographie
Nólsoy liegt fünf Kilometer vor der Bucht der Hauptstadt Tórshavn. Die Meerenge zwischen der Hauptstadt und der Insel heißt Nólsoyarfjørður.
Die Insel erstreckt sich über neun Kilometer von Südsüdost nach Nordnordwest. An der Südspitze befindet sich der Leuchtturm Borðan.
Von Tórshavn aus hat man, wenn man Meeresblick hat, immer auch einen Blick auf Nólsoy. Es verkehrt mehrmals täglich die Fähre Teistin (Strandfaraskip Landsins), und Autos gibt es auf der Ein-Ort-Insel fast gar nicht.
Das Dorf Nólsoy liegt auf einem Isthmus, der den Berg im Süden vom flachen Terrain im Norden (Stongin) trennt. Dieser Isthmus kann bei besonders heftigen Oststürmen von der Brandung überspült werden. Die Insel ist in solchen Fällen ein wichtiger Wellenbrecher, der nach Ansicht vieler Einheimischer die Hauptstadt Tórshavn in ihrer relativ ungünstigen Bucht überhaupt erst möglich gemacht hat. Insgesamt gibt es auf der Insel vier Gipfel.
Wegen ihrer relativ abgelegenen Lage galt Nólsoy immer als „Außeninsel“ (siehe Útoyggjar). Seit der Eingemeindung in die Kommune Tórshavn zum 1. Januar 2005 fällt diese Sonderstellung und die damit verbundene Förderung weg.

## Leben
Im Dorf erlebt man hautnah den Kontrast zwischen der nahen Inselmetropole und einem malerischen Fischerort. Den Ortseingang am Hafen ziert ein Portal aus Pottwal-Kieferknochen. Charakteristisch sind die kleinen Bootshäuser mit ihren Färöbooten.
Die Gemeinde Nólsoy ist relativ vital. Von den Außeninseln, auf denen es jeweils nur einen Ort gibt, ist es die bevölkerungsreichste. Das liegt an der Nähe zur Hauptstadt und den dortigen Arbeitsplätzen. Dementsprechend pendeln die Bewohner täglich mit dem eigenen Boot oder der Fähre Teistin hin und her. Allerdings ist der Zenit von 350 Einwohnern 1970 lange überschritten.
Der örtliche Fußballverein ist der NÍF Nólsoy.

## Tourismus
Nólsoy eignet sich gut zum Wandern auf dem alten Wanderweg über den Gipfel des Eggjarklettur hin zum Leuchtturm. Oft ist der Berg aber von Nebel eingehüllt, was ein Ausharren beim Leuchtturm notwendig macht.
Die bekannteste der Sehenswürdigkeiten Nólsoys ist zweifellos das weiße Tor aus Walknochen, das am Hafen aufgestellt wurde. Vorbei an mehreren gut erhalten alten Häusern erreicht man von hier bald die 1863 erbaute Kirche. Sie ersetzt einen Vorgängerbau aus dem 17. Jahrhundert, der 1862 abgerissen wurde.
Sehenswert sind ebenfalls die Ruinen der mittelalterlichen Siedlung Korndalur, die sich etwa ein Kilometer südlich des Dorfes auf beiden Seiten des Wanderweges zum Eggjarklettur befinden. Der Name bedeutet Korntal und könnte ein Hinweis auf früheren Getreideanbau auf Nólsoy sein. Korndalur war der erste Ort auf Nólsoy, wo sich Menschen dauerhaft ansiedelten und soll aus ursprünglich 18 Häusern bestanden haben. Die erste Kirche auf Nólsoy stand jedoch nicht hier, sondern in einem „Eggjagerði“ genannten Bereich im Nordosten der Insel. Ab dem 15. Jahrhundert wurde Korndalur nach und nach von seinen Bewohnern verlassen, denn immer mehr Menschen zogen in das Gebiet, wo sich heute das Dorf Nólsoy befindet. Das erste Haus, das dort gebaut wurde, erhielt den Namen Nýggjastova, was Neue Stube bedeutet. Etwa 200 Jahre lang bestanden die Dörfer Korndalur und Nólsoy gleichzeitig. Im 17. Jahrhundert war Korndalur jedoch entvölkert und verfiel. Noch heute sind Fundamente und Mauern von zehn unterschiedlich großen, teils runden und teils viereckigen Gebäuden gut zu erkennen. Sie stehen auffallend dicht beieinander. Das größte von ihnen, neben dem früher ein Runenstein gestanden haben soll, trägt den Namen „Prinsessutoftir“, da der Sage nach hier zeitweise eine schottische Prinzessin lebte.
Im Ort gibt es das Café Nólsoy (Kaffistovan í Nólsoy), das auch ein einfaches Hotel ist. Für schmalere Geldbeutel gibt es einen Campingplatz.
Eine besondere Attraktion ist die jährliche Ovastevna Anfang/Mitte August, ein Volksfest zu Ehren von Ove Joensen. Der Erlös geht in den Bau der örtlichen Schwimmhalle.
Der hier ansässige dänische Ornithologe Jens Kjeld Jensen stopft nicht nur Vögel aus, sondern organisiert auch Nachtwanderungen zu der berühmten Sturmschwalbenkolonie (siehe Weblinks). Die Sturmschwalbe heißt auf Färöisch drunnhviti und ist der kleinste Seevogel der Welt. Gleichzeitig brüten nirgendwo sonst auf der Erde so viele Sturmschwalben wie auf Nólsoy.
Aber auch viele andere Vertreter der färöischen Vogelwelt trifft man hier an, wie zum Beispiel den Papageitaucher. Von Tórshavn aus ist es der nächste Vogelfelsen und schon alleine deshalb einen Tagesausflug wert. Für die Beobachtung der nachtaktiven Sturmschwalben ist allerdings eine Übernachtung erforderlich.

## Persönlichkeiten
- Nólsoyar Páll (1766–1809) – Nationalheld
- Steffan Danielsen (1922–1976) – Maler
- Ove Joensen (1948–1987) – Abenteurer
- Terji Rasmussen – Rockmusiker
- Jens Kjeld Jensen – Biologe